# Моллалар (Бойахмедлинский АТО)
Моллалар (азерб. Mollalar) — село в административно-территориальном округе села Бойахмедли Агдамского района Азербайджана.
В ходе Первой карабахской войны, в 1993 году село было занято армянскими вооружёнными силами, и до ноября 2020 года находилось под контролем непризнанной НКР. Согласно трёхстороннему заявлению о прекращении огня, 20 ноября 2020 года Агдамский район был возвращён Азербайджану.